# Église Saint-Firmin de Sourdon
L'église saint Firmin de Sourdon est une église située à Sourdon, dans le département de la Somme, au sud
d'Amiens.

## Historique
L'église Saint-Firmin de Sourdon a été construite au XVe siècle. Elle a été reconstruite en style néo-gothique au XIXe siècle. Endommagée en 1918, à la fin de la Première Guerre mondiale, elle fut reconstruite par la suite.

## Caractéristiques
L'église est construite en brique avec un clocher-porche qui se termine par une flèche recouverte d'ardoises. Le portail est enchâssé dans un encadrement en pierre. L'église conserve, du XVIe siècle : une statue de saint Firmin céphalophore, en bois bruni, sur socle armorié, une statue de la Vierge à l'Enfant, en bois peint inscrit ; du XVIIe siècle, une statue de saint Aubin évêque en bois peint, une statue de saint Antoine en bois peint; un autel du XVIIIe siècle en bois peint et un panneau d'inscription oraison à saint Aubin, tous ces objets sont inscrits monuments historiques au titre d'objets.